# 高瀬伝
高瀬 伝（たかせ でん、1898年12月6日 - 1969年4月27日）は、日本の鉄道官僚、政治家。衆議院議員（7期）。

## 略歴
栃木県大田原市生まれ。第五高等学校、1923年東京帝国大学法学部政治科卒業。
1924年、鉄道省入省。同期に佐藤栄作（元内閣総理大臣）、山本利三郎（鉄道技術者）、小野哲（元千葉県知事）。東鉄旅客課長、国際観光局ニューヨーク事務所長、タイ国大使館一等書記官、鉄道監、終戦連絡中央事務局参与などを務める。
1946年の第22回衆議院議員総選挙栃木選挙区に日本社会党から出馬し、初当選。
1955年、第2次鳩山一郎内閣労働政務次官。
芦田派のメンバーとして最後まで芦田均の側近だった。
1967年の第31回衆議院議員総選挙で、日本社会党の戸叶里子に4509票差で敗れ、政界引退。その後京浜外貿ふ頭公団理事長を務めた。
1969年4月27日、左頸部悪性腫瘍により死去